# Cuvat
Cuvat település Franciaországban, Haute-Savoie megyében. Lakosainak száma 1638 fő (2022. január 1.). Cuvat Allonzier-la-Caille, La Balme-de-Sillingy, Choisy, Annecy és Fillière községekkel határos.

## Népesség
A település népességének változása:
| Lakosok száma | 1085 | 1213 | 1347 | 1391 | 1490 | 1541 | 1584 | 1611 | 1638 |
|               | 2013 | 2015 | 2016 | 2017 | 2018 | 2019 | 2020 | 2021 | 2022 |